# Mołdawinek
Mołdawinek [mɔu̯daˈvinɛk] (tiếng Đức: Neu Maldewin) là một khu định cư ở khu hành chính của Gmina Radowo Małe, thuộc quận Łobez, West Pomeranian Voivodeship, ở phía tây bắc Ba Lan. Nó nằm khoảng 9 kilômét (6 mi)   về phía tây bắc của Radowo Małe, 20 km (12 mi)     phía tây obez và 58 km (36 mi)     về phía đông bắc của thủ đô khu vực Szczecin.
Trước năm 1945, khu vực này là một phần của Đức. Đối với lịch sử của khu vực, xem Lịch sử của Pomerania.
Khu định cư có dân số 14 người.